# Pedro Pasculli
Pedro Pablo Pasculli (ur. 17 maja 1960 w Santa Fe) – były argentyński piłkarz grający jako napastnik.

## Kariera klubowa
Karierę zaczynał w Colónie z rodzinnego miasta. W latach 1980–1985 grał w Argentinos Juniors. Z Argentinos był mistrzem Argentyny. W sezonie 1985/86 odszedł do włoskiego US Lecce, gdzie grał do 1992. Po powrocie do Argentyny krótko bronił barw Newell’s Old Boys. Karierę kończył w japońskim PJM Futre Shizuoka.

## Kariera reprezentacyjna
W reprezentacji rozegrał 20 spotkań i strzelił 5 bramek. Jedną z nich zdobył podczas MŚ 86 w meczu z Urugwajem.

## Sukcesy

### Klubowe
Argentinos Juniors
- Primera División: Metropolitano 1984, Nacional 1985

### Reprezentacyjne
Argentyna
- Złoty medal Mistrzostw Świata: 1986

### Indywidualne
- Król strzelców Primera División: Nacional 1984